# 클럽 싱글즈
《클럽 싱글즈》(영어: Singles)는 미국에서 제작된 1992년 로맨틱 코미디 영화이다. 캐머런 크로가 각본, 연출, 제작을 맡고, 브리짓 폰다 등이 출연하였다.

## 출연진
- 브리짓 폰다
- 캠벨 스콧
- 키라 세지윅
- 실라 켈리
- 짐 트루프로스트
- 맷 딜런
- 빌 풀먼
- 제임스 러그로
- 데번 레이먼드
- 카밀로 가야르도
- 앨리 워커
- 에릭 스톨츠
- 제러미 피븐
- 톰 스케릿
- 피터 호턴

## 기타 제작진
- 공동 제작: 리처드 추
- 미술: 스티븐 J. 라인위버
- 의상: 제인 럼
- 음악 감독: 대니 브램슨